# Балтичке државе
Балтичке државе (ест. Balti riigid, Baltimaad; лет. Baltijas valstis; литв. Baltijos valstybės), познате и као Балтичке земље, Прибалтик или само Балтик, геополитички је термин који се користи за три суверене државе у сјеверној Европи на источној обали Балтичког мора: Естонија, Летонија и Литванија.  Термин се не користи у смислу културног подручја, националног идентитета или језика, јер становници Литваније и Летоније већином припадају балтичким народима, док становници Естоније припадају финским народима. Три земље не чине званичну унију, али заједно учествују у међувладиној и парламентарној сарадњи. Најважније области сарадње три земље су спољна и безбједносна политика, одбрана, енергије и саобраћај.
Све три земље су чланице Организације Сјеверноатланског споразума (НАТО), еврозоне, Организације за економску сарадњу и развој и Европске уније. Свјетска банка је све три државе класификовала као привреде са високим приходима и које одржавају веома висок индекс хуманог развоја.

## Становништво
Све балтичке државе заједно имају око 6 милиона становника.
Овде живе представници различитих група народа. Најбројнији су народи балтичког и угро-финског порекла. Народи из балтичке групе су најбројнији (66,8%) а после њих следе народи угро-финске групе (33,2%). У свим балтичким земљама постоји значајан број Словена (нарочито Руса).